# Anna Goryachova
Anna Goryachova (russisch Анна Горячёва; geboren am 10. Dezember 1983 in Leningrad) ist eine russische Opernsängerin (Mezzosopran).

## Leben
Anna Goryachova studierte zunächst Klavier, anschließend Gesang bei Galina Kiseleva am Staatlichen Konservatorium St. Petersburg, bei Renata Scotto an der Accademia Nazionale di Santa Cecilia in Rom sowie bei Romualdo Savastano. 2008 gewann sie den 2. Preis sowie einen Sonderpreis beim „Internationalen Gesangswettbewerb Galina Wischnewskaja“ in Moskau. Ihre Bühnenkarriere begann sie an der St. Petersburger Kammeroper, wo sie Donna Elvira in Don Giovanni, Marina in Boris Godunow und Polina in Pique Dame sang. 
2011 begann an der Vlaamse Opera in Antwerpen mit der Rolle der Marchesa Melibea in Il viaggio a Reims ihre internationale Karriere. Im Sommer 2012 sang sie beim Rossini Opera Festival Pesaro an der Seite von Olga Peretyatko und Juan Diego Flórez die Rolle des Edoardo in Matilde di Shabran.
Ab der Spielzeit 2012/13 war Anna Goryachova bis 2017 festes Ensemblemitglied am Opernhaus Zürich, wo sie unter anderem als Rosina in Il barbiere di Siviglia, als Adalgisa in Norma, als Zerlina in Don Giovanni, als Dorabella in Così fan tutte und als Magdalene in Die Meistersinger von Nürnberg auftrat. Sie übernahm dort aber auch Rollen in zeitgenössischen Oper, wie die Mascha in Tri Sestri von Péter Eötvös. Am Opernhaus Zürich arbeitete sie unter anderem mit den Dirigenten Fabio Luisi, Sebastian Weigle, Jiří Bělohlávek, Daniele Rustioni, Enrique Mazzola und Alain Altinoglu zusammen.
Im Sommer 2013 trat sie als Isabella in L’italiana in Algeri wieder beim Rossini Opera Festival in Pesaro auf. Es folgten Gastspiele an der Pariser Oper (2014, als Ruggiero in Alcina), am Teatro Comunale di Bologna (2015, als Dorabella) und an der De Nationale Opera in Amsterdam (2015, als Marchesa Melibea). In der Saison 2015/16 sang sie am Teatro del Maggio Musicale Fiorentino in Florenz die Dorabella unter der musikalischen Leitung von Roland Böer. 2016 trat sie als Adalgisa am Teatro Verdi in Triest und am Teatro San Carlo in Neapel auf. 2017 debütierte sie am Opernhaus Oslo, am Teatro dell’Opera di Roma und am  Teatro Real in Madrid. 2018 sang sie in der Arena von Verona die Titelrolle in einer Neuinszenierung der Oper Carmen.
Im April 2019 debütierte Anna Goryachova mit der Rolle der Clara d’Almanza in Die Verlobung im Kloster an der Staatsoper Unter den Linden in Berlin. Zwischen 2019 und 2022 gastierte sich mehrfach an den beiden bedeutendsten Opernhäusern Russlands – am Bolschoi-Theater in Moskau als Dido in Dido and Aeneas, als Rosina und als Marchesa Melibea und am Mariinski-Theater in St. Petersburg als Angelina in La Cenerentola. 
In der Spielzeit 2020/21 gab sie mit der Rolle der Olga in Eugen Onegin ihr Debüt an der Wiener Staatsoper. Im Januar 2022 sang sie erstmals an der Wiener Staatsoper die Angelina in La Cenerentola, die als ihre „Glanzrolle“ gilt. Bei ihrem ursprünglich für die Spielzeit 2022/23 geplanten Debüt als Angelina an der Bayerischen Staatsoper in München wurde sie durch Teresa Iervolino ersetzt.
2024 übernahm sie bei den Wiener Festwochen in Milo Raus Neudeutung von La clemenza di Tito den Sesto. Im Sommer 2024 sang sie bei den Bregenzer Festspielen in Jan Philipp Glogers Tancredi-Inszenierung, die ein bewegende[s] lesbische[s] Liebesdrama auf die Bühne bringt, die Titelrolle. In der Spielzeit 2024/25 sang sie am Opernhaus Zürich, an der Seite von Jonathan Tetelman, die Charlotte in Werther.
Sie arbeitete unter anderem mit den Regisseuren Robert Carsen, Mariame Clément, Vincent Huguet, Barrie Kosky, Damiano Michieletto, Laurent Pelly, Kirill Serebrennikov und Robert Wilson zusammen.  Als Konzertsängerin trat sie unter anderem mit Les Noces von Igor Strawinsky in Rom, mit dem Stabat Mater von Gioachino Rossini beim Rossini-Festival in Pesaro und mit dem Verdi-Requiem bei den Bregenzer Festspielen auf.
Anna Goryachova ist mit dem italienischen Bariton Simone Alberghini verheiratet. Das Paar hat zwei Kinder.

## Wettbewerb
- 2008: 2. Preis bei der International Voice Competition Galina Vishnevskaya in Moskau